# Николоз Басилашвили
Николоз Басилашвили (груз. ნიკოლოზ ბასილაშვილი; Тбилиси, 23. фебруар 1992) грузијски је тенисер. Професионалну каријеру је започео 2008. године, а од августа 2018. до октобра 2022. константно се налазио међу првих 50 тенисера света.

## Каријера
У 2015. години се квалификовао за свој први гренд слем турнир — Ролан Гарос, изгубио је у првом колу од Танасија Кокинакиса. Касније исте године успео је да се квалификује за Вимблдон, где је победио Факунда Багниса и 15. носиоца Фелисијана Лопеза, по први пут је играо у трећем колу гренд слема. Успео је да се квалификује и за УС Опен, где је изгубио Фелисијана Лопеза у првом колу.
Године 2016. се квалификовао за свој први Аустралијан Опен, изгубио је у првој рунди од Роџера Федерера. Исте године у јулу Басилашвили је играо на свом првом финалу АТП турнира, било је то у аустријском Кицбилу који је део серије 250, где је изгубио Паола Лоренција у два сета. У октобру је остварио прву победу над играчем из ТОП 10, када је у Бечу поразио Томаша Бердиха.
У фебруару 2017. године, Басилашвили је учествовао на турниру у Софији, нанизао је победе над Адријаном Манарином, првим носиоцем Домиником Тимом и осмим носиоцем Мартином Клижаном, пре него што је изгубио у полуфиналу од Григора Димитрова. Басилашвили је наставио да игра у доброј форми на Мемфис Опену, где је победио првог носиоца Иву Карловића и отишао до финала, али је изгубио од Рајана Харисона у два сета.
У јуну 2017. године, Басилашвили је стигао до 51 позиције у синглу. Достигао је три полуфинала и једно финале током целе године.
На Ролан Гаросу 2017. године, након победа над Жилом Симоном и Виктором Троицким, изгубио је убедљиво од Рафаела Надала у трећем колу. У јулу 2018. освојио је први АТП турнир у каријери и то из серије 500 у немачком Хамбургу, победивши у финалу Аргентинца Леонарда Мајера.

## Финала АТП мастерс 1000 серије

### Појединачно: 1 (0:1)
| Исход     | Бр. | Година | Турнир       | Подлога | Противник    | Резултат      |
| --------- | --- | ------ | ------------ | ------- | ------------ | ------------- |
| Финалиста | 1.  | 2021.  | Индијан Велс | Тврда   | Камерон Нори | 6:3, 4:6, 1:6 |

## АТП финала

### Појединачно: 9 (5:4)
| Легенда                        |
| ------------------------------ |
| Гренд слем турнири (0:0)       |
| Завршно првенство сезоне (0:0) |
| АТП мастерс 1000 (0:1)         |
| АТП 500 (3:0)                  |
| АТП 250 (2:3)                  |

| Финала по подлози |
| ----------------- |
| Тврда (2:3)       |
| Шљака (3:1)       |
| Трава (0:0)       |

| Финала по локацији |
| ------------------ |
| Отворено (5:3)     |
| Дворана (0:1)      |

| Исход     | Бр. | Датум             | Турнир               | Подлога   | Противник             | Резултат      |
| --------- | --- | ----------------- | -------------------- | --------- | --------------------- | ------------- |
| Финалиста | 1.  | 23. јул 2016.     | Кицбил, Аустрија     | Шљака     | Паоло Лоренци         | 3:6, 4:6      |
| Финалиста | 2.  | 19. фебруар 2017. | Мемфис, САД          | Тврда (д) | Рајан Харисон         | 1:6, 4:6      |
| Победник  | 1.  | 29. јул 2018.     | Хамбург, Немачка     | Шљака     | Леонардо Мајер        | 6:4, 0:6, 7:5 |
| Победник  | 2.  | 7. октобар 2018.  | Пекинг, Кина         | Тврда     | Хуан Мартин дел Потро | 6:4, 6:4      |
| Победник  | 3.  | 28. јул 2019.     | Хамбург, Немачка (2) | Шљака     | Андреј Рубљов         | 7:5, 4:6, 6:3 |
| Победник  | 4.  | 13. март 2021.    | Доха, Катар          | Тврда     | Роберто Баутиста Агут | 7:6(7:5), 6:2 |
| Победник  | 5.  | 2. мај 2021.      | Минхен, Немачка      | Шљака     | Јан-Ленард Штруф      | 6:4, 7:6(7:5) |
| Финалиста | 3.  | 18. октобар 2021. | Индијан Велс, САД    | Тврда     | Камерон Нори          | 6:3, 4:6, 1:6 |
| Финалиста | 4.  | 19. фебруар 2022. | Доха, Катар          | Тврда     | Роберто Баутиста Агут | 3:6, 4:6      |